# Repliement alpha/bêta hydrolase
En biologie moléculaire, un repliement α/β hydrolase est un mode de repliement commun à de nombreuses hydrolases d'origines phylogénétiques et de fonctions catalytiques très variées. Le noyau de ces enzymes est un feuillet α/β — plutôt qu'un tonneau β — comprenant huit brins β liés à six hélices α,. On pense que ces enzymes auraient divergé à partir d'une protéine ancestrale commune en conservant la disposition des résidus d'acides aminés impliqués dans la catalyse. En particulier, leur site actif est caractérisé par une triade catalytique dont les constituants sont portés par des boucles, lesquelles sont les structures les mieux conservées du repliement α/β hydrolase.
On retrouve ce domaine catalytique dans une grande variété d'enzymes dont la séquence peptidique ne présente pas de similitudes évidentes, telles que les peptidases, les lipases, les peroxydases, les époxyde hydrolases et les déhalogénases (en).